# クラウド9
『クラウド9』（原題：Cloud 9）は、ディズニー・チャンネル・オリジナル・ムービーの映画。全米公開は2014年1月17日。

## ストーリー
ケイラは、サミット・バレーで一番強い女子スノーボーダー。当然ケイラはサミット・バレーで一番強いチーム・スウィフトの一員として大きなスノーボードの大会ファイアー・アンド・アイスに参加しようと考えていた。しかし、ある日仲間とソリで遊んでいた時にソリが暴走し、街の自慢である看板を壊してしまう。そしてケイラは親が大会を操作して勝てるようにしていた事を知り、チームから外され、彼氏からも振られ、近くの犬の預かり所で働かせられる事になってしまう。まさに踏んだり蹴ったりだが、ケイラは周りを見返そうとウィルにコーチを依頼する。

## キャスト
ケイラモーガン
演 - ダヴ・キャメロン、日本語吹替 - 近藤唯
サミット・バレーの女子スノーボーダー。親がリゾートの経営者なので、贔屓されている事を自分だけ知らなかった。
ウィル・クラウド
演 - ルーク・ベンワード、日本語吹替 - 茂木たかまさ
母親と一緒に犬の預かり所を運営している。昔はプロのスノーボーダーだったが、あるケガをきっかけにスノーボードをやめていた。
ニック
演 - マイク・C・マニング、日本語吹替 - 烏丸祐一
ケイラの恋人だったが、ケイラがチームを降ろされると知って別れた。父親がチーム・スウィフトのコーチ。
スカイセイラー
演 - キアシー・クレモンズ、日本語吹替 - 神田奈美
チーム・スウィフトにスカウトされたプロの女子スノーボーダー。そして、ケイラの隠れた才能に気づく。

## 挿入歌
- Cloud 9 - Dove Cameron and Luke Benward
- Across the Sky - Nikki Flores and Don Benjamin
- Never Too Late (Feat. Mayru) - The PCH Crew
- I Want It All - Krankheadz
- One Girl Revolution - Superchick